# Ma Jinpeng
Ma Jinpeng (chinesisch 马金鹏, Pinyin Mǎ Jīnpéng; geb. 1913 in Jinan, Provinz Shandong; gest. 2001) bzw. Ismail Ma Jipeng (伊斯梅尔.马金鹏) war ein chinesischer Islamgelehrter, Koranübersetzer und Hochschullehrer.

## Leben
Ma Jinpeng wurde 1913 in Jinan, Provinz Shandong geboren. Er war ein Schüler von Ma Songting 马松亭 (1895–1992) und studierte anfangs unter ärmlichen Verhältnissen. Später konnte er mit einem Stipendium an der al-Azhar-Universität in Ägypten studieren. Nach seiner Rückkehr wurde er 1950 Hauptlehrer an der Fuyou Road Mosque in Shanghai, und 1953 wurde er zum Dozenten und außerordentlichen Professor der Abteilung für Arabischunterricht und -forschung an der Peking-Universität ernannt, wo er sechzig Jahre lang Arabisch unterrichtete und übersetzte, und er war der Arabisch-Dolmetscher von Premierminister Zhou Enlai.
Er beschäftigte sich über das Shanshi zhinan 膳食指南 mit Ernährungsrichtlinien und hat verschiedene Bücher übersetzt, darunter Ibn Battutas berühmten Reisebericht (Rihla). In seinen späteren Jahren in den 1980ern begann er, den Koran gemäß den Anforderungen des ägyptisch-arabischen Korantextes zu übersetzen, wobei er aus Koranexegesen wie denen von Tabarī, al-Baidāwī, Nasafi und dem Tafsīr al-Dschalālain (von Dschalāl ad-Dīn al-Mahalli und seinem Schüler as-Suyūtī) auswählte. Seine auf dem arabischen Text basierende neue Version wurde vom Ningxia People's Publishing House veröffentlicht.